# Ante Batarelo
Ante Batarelo (Spalato, 21 novembre 1984) è un calciatore croato, di ruolo centrocampista.